# Jarum
Jarum is een bestuurslaag in het regentschap Klaten van de provincie Midden-Java, Indonesië. Jarum telt 2628 inwoners (volkstelling 2010).